# Роберт Ліндлі Маррей
Роберт Ліндлі Маррей (англ. Robert Lindley Murray; 3 листопада 1892 — 17 січня 1970) — колишній американський тенісист.
Здобув 16 одиночних титулів.
Перемагав на турнірах Великого шолома в одиночному розряді.
Завершив кар'єру 1926 року.

## Фінали турнірів Великого шолома

### Одиночний розряд (2 перемоги)
| Результат | Рік  | Турнір        | Покриття | Суперник                  | Рахунок            |
| --------- | ---- | ------------- | -------- | ------------------------- | ------------------ |
| Перемога  | 1917 | Чемпіонат США | Трава    | Натаніел Найлз (фігурист) | 5–7, 8–6, 6–3, 6–3 |
| Перемога  | 1918 | Чемпіонат США | Трава    | Білл Тілден               | 6–3, 6–1, 7–5      |